# Nyamko Sabuni

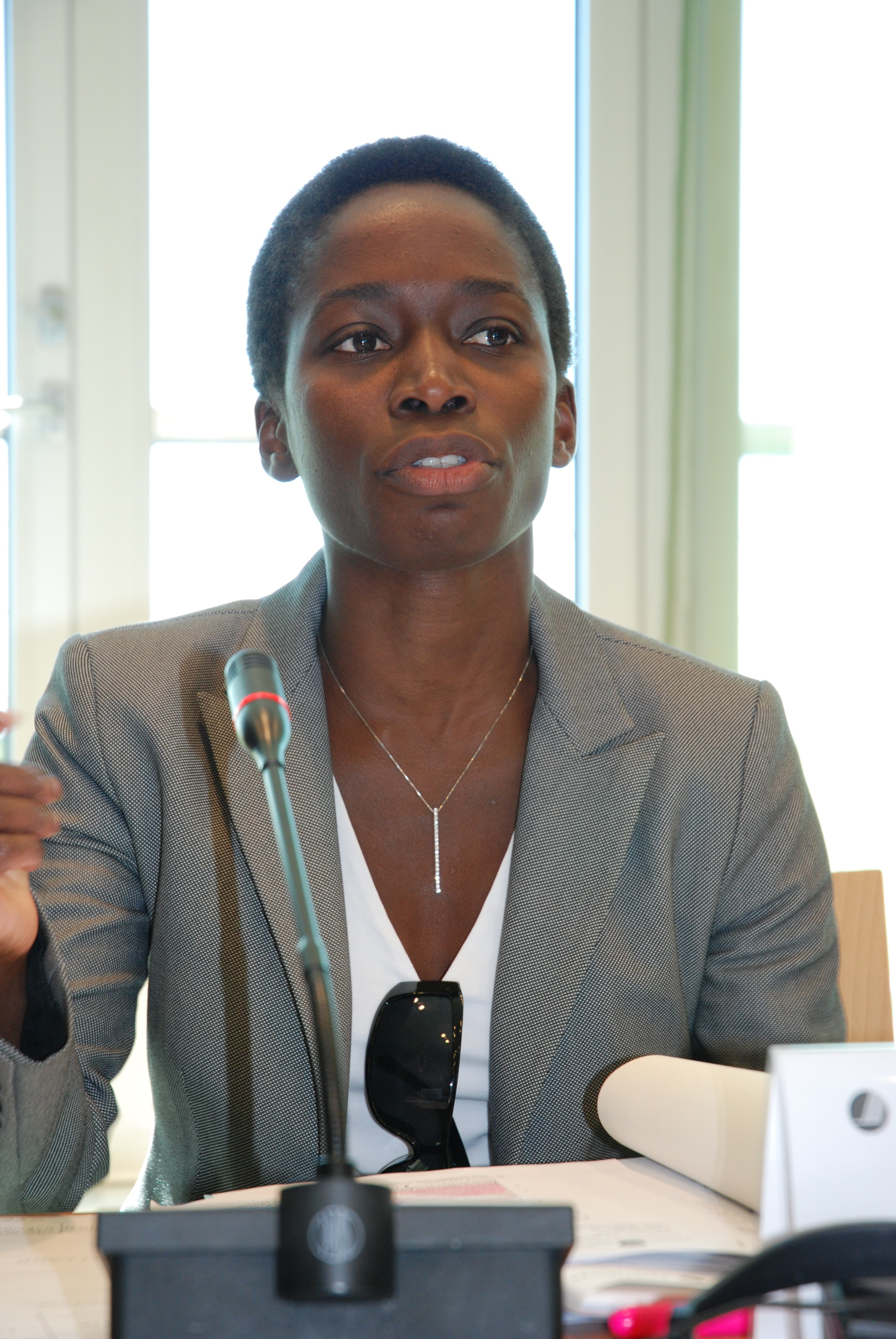
Nyamko Sabuni

Nyamko Ana Sabuni (* 31. März 1969 in Bujumbura, Burundi) ist eine schwedische Politikerin der Liberalerna. Sie war von 2006 bis 2013 Ministerin für Geschlechtergleichstellung (bis 2010 zusätzlich für Integration) und die erste Ministerin Schwedens afrikanischer Herkunft. Von 2019 bis April 2022 war sie Parteivorsitzende der schwedischen Liberalen.

## Werdegang
Sabuni wuchs mit ihrer Familie in Burundi auf, wo ihr Vater, ein politischer Flüchtling aus Zaire, im Exil lebte. Er erhielt 1980 politisches Asyl in Schweden, 1981 folgte ihm die Familie nach. Dort lebte sie in Kungsängen in der Nähe von Stockholm. Später studierte sie Rechtswissenschaften in Uppsala sowie Migrationstheorie in Eskilstuna und Kommunikationswissenschaft in Stockholm.

## Politische Karriere
1996 trat Sabuni der Jugendbewegung der Volkspartei Die Liberalen bei. Als Schlüsselerlebnis, das sie zum Einstieg in die Politik motivierte, nannte sie den Mord an einem Flüchtling durch einen rechtsextremen Skinhead in Klippan im Jahr 1995.
2002 wurde Nyamko Sabuni für die Liberalen in den schwedischen Reichstag gewählt. Im Jahr 2006 forderte sie in der schwedischen Zeitung Expressen eine jährliche gynäkologische Untersuchung für Schülerinnen, um der Genitalverstümmelung vorzubeugen. Sie hat sich außerdem für ein Kopftuchverbot für alle Schülerinnen unter 15 Jahren und die Aufnahme von Ehrenmorden als besondere Straftat in die Gesetzgebung eingesetzt.
Im Juli 2006 wurde ihr Buch „Flickorna vi sviker“ („Die Mädchen, die wir verraten“) herausgegeben. Es handelt von Frauen, die in Schweden unter der Bedrohung von Ehrenmorden und Gewalt leben.
Am 6. Oktober 2006 wurde sie in der neuen Regierung von Fredrik Reinfeldt zur Ministerin für Integration und Geschlechtergleichstellung. Einige Vertreter der schwedischen Muslime protestierten gegen ihre Ernennung und warfen ihr Islamfeindlichkeit und Populismus vor. Der Sveriges muslimska förbund (nach eigenen Angaben die größte Organisation schwedischer Muslime) unterzeichnete eine Petition gegen ihre Ernennung.
„Sprache und Arbeit sind die Schlüssel zur Integration“, wird als ihr persönliches Credo zitiert.
Nach der Wahl 2010 gab sie ihren Ministerposten für Integration ab, sie war nun nur noch für die Gleichstellung der Geschlechter zuständig.
Am 21. Januar 2013 erklärte Sabuni ihren Rücktritt als Ministerin. Ihre Nachfolgerin wurde Maria Arnholm.
Am 28. Juni 2019 wurde sie zur Vorsitzenden der Liberalerna gewählt. Am 8. April 2022 erklärte sie ihren sofortigen Rücktritt.

## Familie
Sabuni war von 2004 bis 2012 mit dem Schweden Carl Allan Bergquist verheiratet und hat Zwillingssöhne aus dieser Beziehung.